# Modello 3D

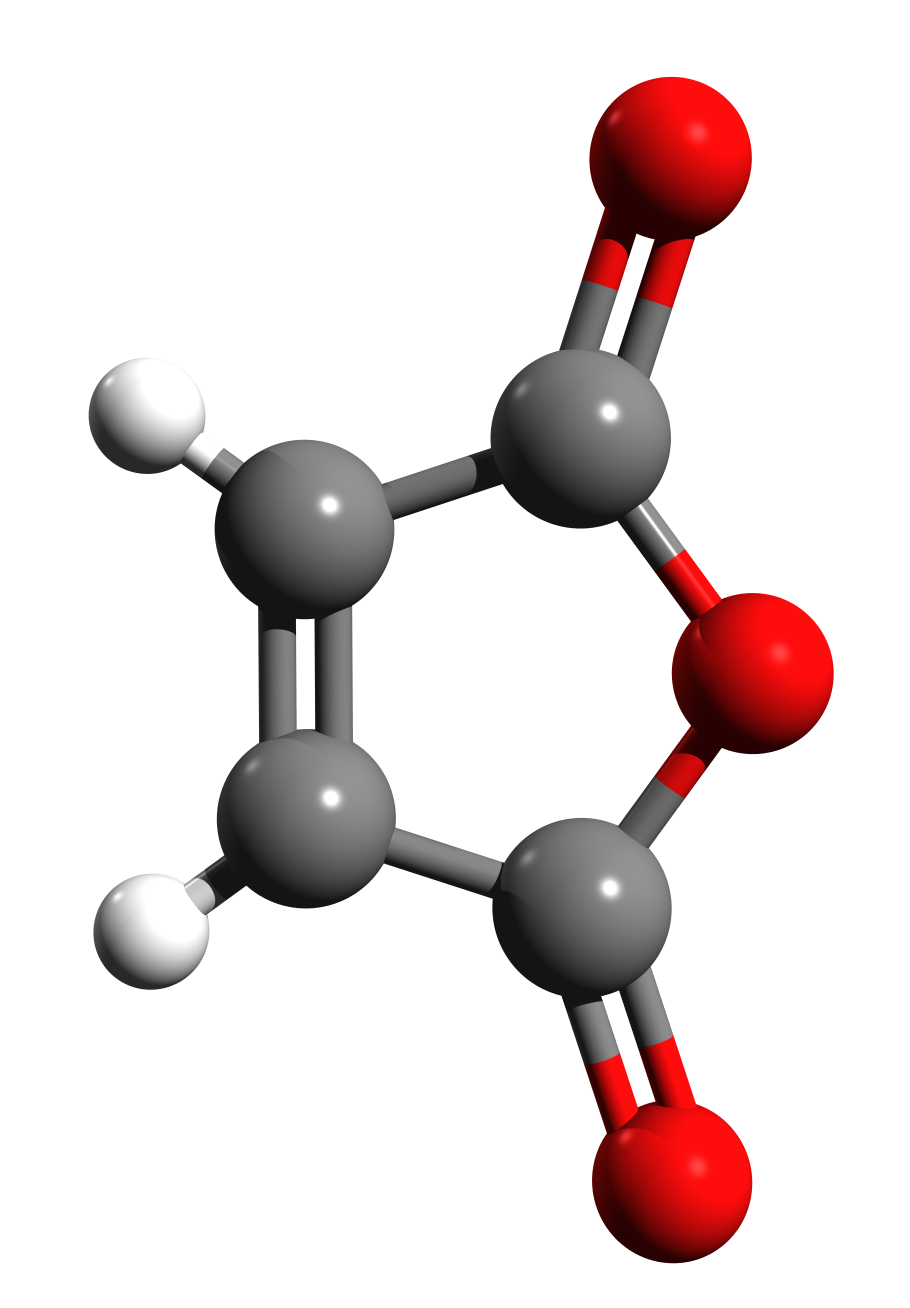
Modello 3D di una molecola

Un modello 3D (o modello tridimensionale) è una rappresentazione matematica di un oggetto tridimensionale. È un elemento chiave della computer grafica 3D, del disegno industriale, della progettazione architettonica e della stampa tridimensionale. Il processo che riguarda la creazione di un modello 3D, è detto modellazione 3D.

## Storia
Mentre lavora alla Boeing nei tardi anni Cinquanta, William Fetter inventa un modo per massimizzare la struttura delle portaerei dell'azienda. Nel 1964, Fetter sviluppa il primo modello 3D digitale di un corpo umano ("Boeing Man" o "Boeman"), animandolo.
La CGI viene impiegata per la prima volta nel 1976, nel film Futureworld, dove compare una versione digitale e animata della mano sinistra di Edwin Catmull (fondatore della Pixar).
La prima applicazione commerciale riguardante i modelli umani, risale al 1998 sul sito web della Land's End. I modelli virtuali umani erano creati dalla compagnia My Virtual Mode Inc., e permise agli utenti di creare un modello di loro stessi per provare gli abiti. Diversi programmi moderni permettono la creazione di modelli umani virtuali (Poser sarebbe un esempio).

## Tipologie di oggetti tridimensionali
Un modello tridimensionale consiste sostanzialmente in un file di dati strutturati, contenenti le proprietà delle primitive geometriche che costituiscono l'oggetto rappresentato (un corpo fisico). Trattandosi di un insieme di dati (punti nello spazio 3D e altre informazioni), i modelli 3D possono essere fatti a mano, algoritmicamente (modellazione procedurale), o scansionati dalla realtà. La maggior parte degli oggetti tridimensionali può essere divisa in:

### Boundary-based objects
In questo caso viene rappresentata la superficie dell'oggetto 3D. Questa rappresentazione è anche chiamata B-rep. Una superficie è una sorta di velo sottile, privo di spessore e, quindi, di massa o volume. Le superfici sono infinitamente sottili, come una pelle umana rappresentata matematicamente. Fanno parte di questa categoria le mesh poligonali, le superfici implicite e le superfici parametriche.
- Mesh poligonali – Sono maglie di vertici connessi fra loro da spigoli, che formano così delle facce.
- Superfici implicite – Le più famose sono le metaball.
- Superfici parametriche – Sono le superfici di Hermite, le superfici di Bézier, le superfici B-spline, le superfici NURBS.[8]

### Volume-based objects
Rientrano in questa categoria gli oggetti solidi. Utilizzati principalmente per simulazioni ingegneristiche e mediche, sono di solito costruiti con la geometria solida costruttiva. Un oggetto di questo tipo è un vero e proprio corpo tridimensionale chiuso, con proprietà reali, quali massa, volume, centro di gravità e momenti di inerzia. Questo li fa diventare i migliori oggetti per una modellazione con finalità costruttivo-produttive, dove le proprietà delle funzioni che li hanno generati permettono di effettuare verifiche strutturali estremamente accurate prima che questi siano effettivamente prodotti.

### Modellazione ibrida
È possibile scegliere un flusso di lavoro che consideri esclusivamente solidi o superfici, trasformando il modello da una modo a un altro, o si può altrimenti lavorare con solidi e superfici contemporaneamente. L'uso contemporaneo di solidi e superfici è spesso chiamato modellazione ibrida (hybrid modeling). Molti degli strumenti mainstream di modellazione CAD disponibili oggi, rientrano in questa categoria, come per esempio SolidWorks, Solid Edge, Pro/Engineer, Unigraphics NX, e Catia. Ci sono pochi software di modellazione che usano esclusivamente solidi o superfici. Rhino è un esempio di software esclusivo per superfici. Alibre è un esempio di software esclusivo per solidi.

## Tipologie di modelli tridimensionali

### Hard-surfaced models
Cioè "modelli a superfici rigide". Si tratta di modelli di oggetti che hanno una superficie rigida, piatta, e di solito non presentano molta rotondità. Nell'animazione non mostrano alcun segno di vita. Gli hard-surfaced models generalmente sono più semplici da realizzare se comparati a modelli organici come i personaggi. Ma la complessità comunque varia a seconda del tipo di modello che si sta realizzando (per esempio un tavolo è più semplice da realizzare rispetto a un'automobile). Alcuni modelli di questo tipo sono: tavoli, sedie, ripiani, armadi, porte, camere, edifici, schermi di TV, sveglie, letti, strade, divani, grattacieli, vasi, set da cucina, set di computer, stadi, veicoli, astronavi, cellulari.
Tra i campi in cui si necessita di modelli a superfici rigide: visualizzazione architettonica, produzione di videogiochi e film, investigazioni criminali, realtà virtuale/realtà aumentata.

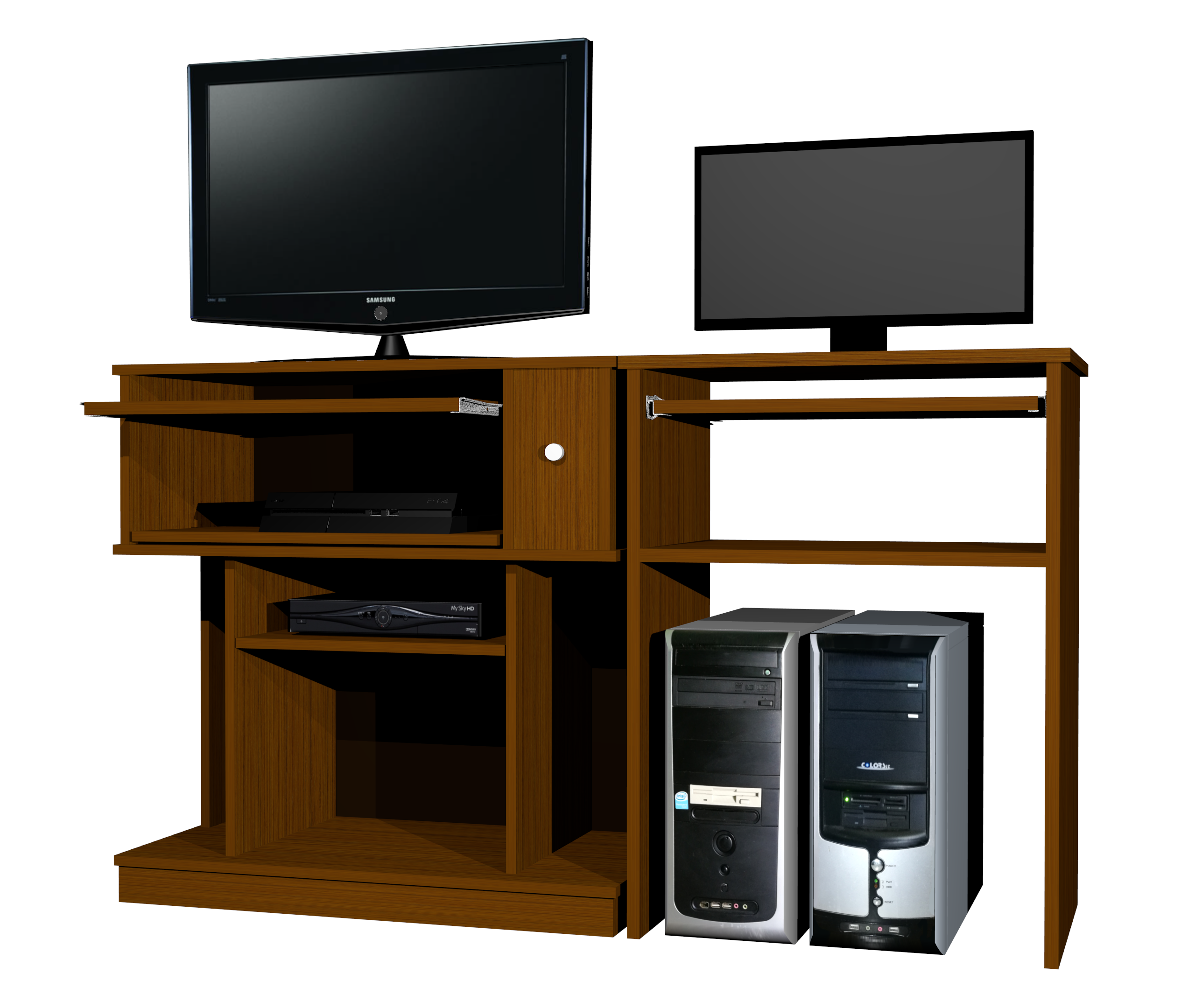
Modello 3D di un set di mobili per la TV e PC

### Organic models
Cioè "modelli organici". A differenza dei modelli a superfici rigide, questo tipo di modelli sono più curvi e arrotondati, sebbene possano comunque avere delle superfici piatte. Possono essere più complicati da realizzare rispetto ai modelli a superfici rigide. Nell'animazione prendono vita. Alcuni modelli di questo tipo sono: esseri umani, animali, bestie, piante, frutta, vegetali, pianeti, alberi, erba, organismi.
I modelli organici sono coinvolti nella produzione di film, nel campo medico/dentale, nelle investigazioni criminali e nella visualizzazione architettonica.

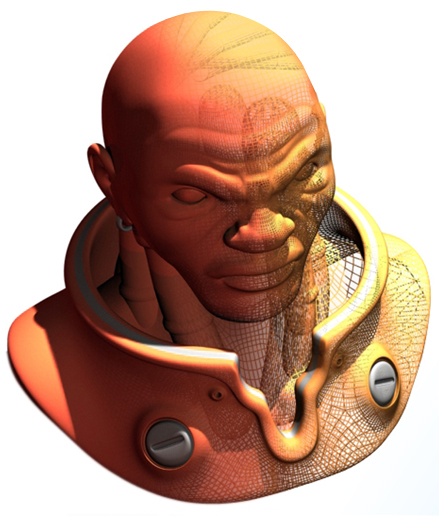
Modello 3D di un personaggio

### Environment models
Cioè "modelli ambientali". Si tratta di modelli che, messi assieme, permettono di costruire un mondo. Trattandosi di elementi che compongono un contenitore, in seguito tale mondo può arredato con modelli a superfici rigide e modelli organici. Alcuni modelli di questo tipo sono: una stanza, una sala, un corridoio, strade, una città, una montagna, una foresta, un deserto, spazi aperti, un'altra dimensione, un quadrato piatto, location iconiche del mondo vero.
Tra i campi in cui tali modelli trovano applicazione, ci sono: film, videogiochi e realtà virtuale/realtà aumentata.

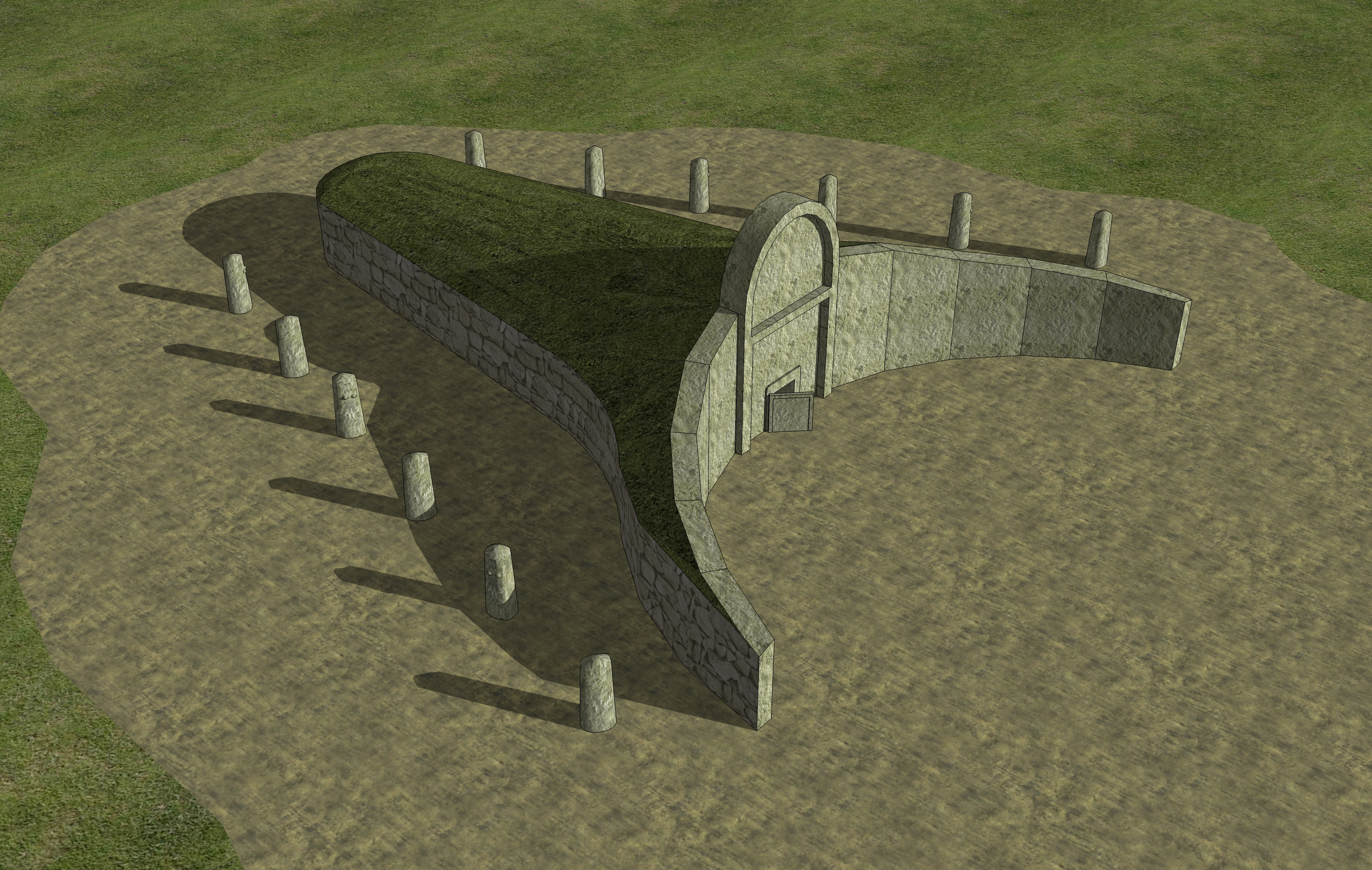
Modello 3D della Tomba dei Giganti

## Applicazioni
I modelli 3D, al giorno d'oggi, sono impiegati in svariati campi.
- L'industria medica usa dettagliati modelli di organi; questi possono essere creati con più immagini 2D di un MRI o TC.
- L'industria cinematografica li usa per rappresentare personaggi e oggetti nei film di animazione e di vita reale, oppure alcune situazioni che sarebbero troppo pericolose o impossibili.
- L'industria videoludica li sua come contenuti per i videogiochi; i modelli 3D sono la sostanza del videogioco.
- Il settore scientifico li usa come modelli altamente dettagliati per i composti chimici.
- In architettura si utilizzano per presentare edifici e paesaggi; in questo caso dopo la modellazione vengono stampati in 3D.
- In ingegneria o design, si usano per riferimento o per presentare nuovi prodotti, veicoli e strutture.
- Nei decenni recenti, si è iniziato a costruire modelli tridimensionali in ambito geologico.

## Il mercato dei modelli 3D
Esiste un grande mercato di modelli 3D (così come contenuti legati a essi, come texture, script, ecc...), sia per singoli modelli che per grandi collezioni. Molti negozi per contenuti 3D, infatti, permettono ad artisti individuali di vendere le proprie creazioni, fra cui TurboSquid, CGStudio, CreativeMarket e CGTrader. Spesso, il fine è quello di ottenere un valore aggiunto da quanto creato in precedenza per progetti. Così facendo, gli artisti possono guadagnare più soldi da questi contenuti e le aziende possono risparmiare denaro acquistando dei modelli già pronti invece di pagare un dipendente per crearli da zero.
Questi mercati in genere dividono il guadagno tra se stessi e l'artista creatore del contenuto, in modo che l'artista ottenga dal 40% al 95% dei guadagni, in accordo con il negozio. Nella maggior parte dei casi, l'artista mantiene la proprietà del modello; il cliente acquista solo il diritto di utilizzare e presentarlo.
Negli ultimi anni sono nati numerosi mercati specializzati nei modelli da stampa 3D. Alcuni di questi negozi, sono la combinazione di siti per la condivisione dei modelli con o senza una funzionalità di e-commerce integrata. Alcune di queste piattaforme offrono inoltre servizi di stampa 3D su richiesta, software per il rendering, la visualizzazione dinamica di oggetti, ecc. Fra le piattaforme di condivisione di modelli per la stampa 3D troviamo: Shapeways, Pinshape, Thingiverse, TurboSquid, CGTrader, Threeding, MyMiniFactory e GrabCAD.

## Formati di modelli 3D
- OBJ
- FBX
- Collada
- BLEND
- DXF
- STL
- PLY
- 3DS (obsoleto)
- VRML (obsoleto)
- X3D
- 3MF